# Cervières, Loire
Cervières là một xã trong tỉnh Loire miền trung nước Pháp.